# Asura fruhstorferi
Asura fruhstorferi là một loài bướm đêm thuộc phân họ Arctiinae, họ Erebidae.